# Le Roi des gueux

Le Roi des gueux (If I Were King) est un film américain réalisé par Frank Lloyd, sorti en 1938.

## Synopsis
En 1463, la famine règne à Paris, alors que les Bourguignons assiègent la ville. Tandis que le roi Louis XI s'est rendu à la Cour des Miracles dans l'espoir de découvrir un espion, François Villon tue le Grand Connétable qui se trouve être le traître qui a vendu la capitale française aux Bourguignons. En remerciement, le roi Louis XI amnistie François Villon, recherché pour vol, et le nomme Grand Connétable mais il ne dispose que d'une semaine pour faire ses preuves...

## Fiche technique
- Titre : Le Roi des gueux
- Titre original : If I Were King
- Réalisation : Frank Lloyd
- Scénario : Preston Sturges d'après la pièce de Justin Huntly McCarthy
- Production : Frank Lloyd
- Société de production : Paramount Pictures
- Musique : Richard Hageman
- Photographie : Theodor Sparkuhl
- Montage : Hugh Bennett
- Costumes : Edith Head
- Effets visuels : Gordon Jennings
- Pays d'origine : États-Unis
- Format : Noir et blanc - 1,37:1 - Mono
- Genre : Historique, aventure
- Durée : 101 minutes
- Date de sortie : 1938

## Distribution
- Ronald Colman : François Villon
- Basil Rathbone : Le roi Louis XI
- Frances Dee : Catherine de Vaucelles
- Ellen Drew : Huguette
- C.V. France : Père Villon
- Henry Wilcoxon : Capitaine
- Heather Thatcher : La reine
- Stanley Ridges : René de Montigny
- Bruce Lester : Noël de Jolys
- Alma Lloyd : Colette
- Walter Kingsford : Tristan l'Hermite
- Sidney Toler : Robin Turgis
- Colin Tapley : Jehan Le Loup
- Ralph Forbes : Olivier le Daim
- John Miljan : Thibaut d'Aussigny
- William Haade : Guy Tabarie
- Adrian Morris : Colin de Cayeulx
- Montagu Love : le général Dudon
- Lester Matthews : le général Salière
- William Farnum : le général Barbezier
- Winter Hall : Majordome
- Francis McDonald : Casin Cholet
- Paul Harvey : Le héraut bourguignon
- May Beatty : Anna

Acteurs non crédités
- Jimmy Aubrey : Un ivrogne
- Lionel Belmore : L'intendant en chef
- Ed Brady : Un mendiant
- Ethel Clayton : Une vieille femme
- John George : Un mendiant
- Claude King : Un courtisan
- Ian Maclaren : Un mendiant
- Merrill McCormick : Un voyou
- Cheryl Walker : Une fille

## Distinctions
- Oscars 1939 :
  - Nommé à l’Oscar du meilleur acteur dans un second rôle pour Basil Rathbone
  - Nommé à l’Oscar des meilleurs décors pour Hans Dreier et John B. Goodman
  - Nommé à l’Oscar de la meilleure musique de film pour Richard Hageman
  - Nommé à l’Oscar du meilleur mixage de son pour Loren L. Ryder